# ファー・イースト・アシッド・ハウス・クワルテット、もしくはLSD解放同盟
ファー・イースト・アシッド・ハウス・クワルテット、もしくはLSD解放同盟（Far East Acid House Quartet, Otherwise the LSD Liberation Front）は日本のレイヴ音楽グループ。
通称は「ファー・イースト・アシッド・ハウス・クワルテット（Far East Acid House Quartet）」。
主に日本、ヨーロッパで活動し、サイケデリックトランスや野外レイブの草分けとも見なされた。

## メンバー
- 田嶋エリサ （ダンス、パーカッション、民族楽器、シタール）
- スペースDJリョウ（ターンテーブル、リズムプログラミング）
- 芙苑晶（キーボード、シンセサイザー）
- 市川カヲル ウィンド、ディジュリドゥ、ベース・シンセサイザー）

## 概要
現在のように野外レイヴが一般化する以前の、1980年代後半から、シャーマニズム、神秘主義などをベースに、原始宗教の儀式のような呪術的なイメージを持つ、野外レイブ・パーティを行っていた。工事中のビル、倉庫、廃校、野外スペースなどで行われるレイブ・パーティ「イリーガル・レイブ」シリーズは、基本的に全てシークレット・パーティとして、場所・日時は公表されず、特定の人物のみ特定の方法で参加することができた。内外に「レイブ・コミューン」を形成、国家内国家の宣言、マスコミ拒否を続けるなど、ヒッピー・リバイバル的思想を感じさせる活動を行っていた。

## 略歴
1988年、サイケデリック・ロック・グループ・淫心のメンバー、田嶋エリサ、スペースDJリョウ、芙苑晶、市川カヲルの四人がロンドンに滞在中、セカンド・サマー・オブ・ラブの名で呼ばれるアシッド・ハウス・ムーブメントに遭遇、グループ名を改め、結成された。結成当時のグループ名は「LSD Liberation Front（LSD解放同盟）」だった。日本に帰国後、国内初と推定される野外のレイブ・パーティを行う。以後、ヨーロッパや日本の各地で「レイブ・ビー・イン（Rave Be-in）」と題する、野外レイヴ・シリーズを先駆的に行った。
1989年、LSDやメスカリンなどのサイケデリック・ドラッグに影響を受けた1stアルバム『十億の神経の針（A Billion Nerve Needles）』を、ニューヨークのレーベル、 Nerve Nets Records より発表。
1993年以後はクラブ出演等の公のライブ活動を停止、勢いを失った。
彼らの活動においてはトラブルも多く、1994年以降は、メンバーの逮捕、堕落や死によって活動自体が困難になっていった。1995年には市川カヲルが死去、1997年には田嶋エリサがドラッグの過剰摂取により死亡するという悲劇的な顛末を迎えたことによりバンド解散へつながった。バンドは合計6枚のアルバムを残した。4人のメンバーのうち、他の3人は死亡したり引退しているため、芙苑晶のみが唯一の現役アーティストである。

## 解散後の出来事
バンド活動期には、TV・雑誌・新聞等のマスメディアに一切登場しないポリシーを貫いたため、一般には知られることは少なかったが、解散後の2005年に公認サイトが立ち上げられ、ウェブを通じて初めて一般に情報が公開された。
2007年、芙苑晶の80-90年代の代表曲をトランス・レイヴ・ドーターズをはじめとする内外のDJがリミックスを手がけたクラブ・リミックス・アルバム『恍惚的宇宙論 / トランス・レイヴ・コスモロジー (Trance-Rave Cosmology)』がリリースされた（芙苑晶 with トランス・レイヴ・ドーターズ名義）。同作には過去の代表曲として『Ibiza Breakfast（イビザで朝食を）』、『Kama Sutra Part 4 （カーマ・スートラ/愛の性典 パート4）』の2曲のトランス・リミックスが収録された。バンド解散と同時に音楽界を引退していたスペースDJリョウがリミキサーとしてゲスト参加したこと、その当時から仲違いしていたと言われる元メンバーの芙苑晶・スペースDJリョウの二人の交流が、このプロジェクトを介して約十年ぶりに復活した。
2008年9月9日、現在の若い世代のファンからの公開質問状による「Q&A集」、同バンドの元・メンバーである芙苑晶・スペースDJリョウの二人による最新の「eメール書簡集」の二部構成によるサイト「レイヴ聖典 - 芙苑晶 + スペースDJリョウ - ファー・イースト・アシッド・ハウス・クワルテット (Far East Acid House Quartet)」が立ち上げられた。解散後、残された元メンバーである二人がバンドに関してこれまで長らく沈黙を守り続けていたが、11年ぶりに公の場で発言することとなった。「eメール書簡集」においては、テクノ、野外レイヴ、政治、経済、文化、世界情勢、テロリズム、現代日本のニート、フリーター問題に至るまで、さまざまなテーマが語られている。

## エピソード
当時、野外レイヴでダンサーの田嶋エリサがやっていたブードゥー教の儀式を思わせるパフォーマンス（鳥や動物の仮面をつけて登場、手首を切って自分の血を赤ワインと混ぜて飲む、鶏を殺して生き血を裸体に浴びる等）、他のメンバーたちの楽器を破壊するなどの行為をはじめとする過激なイメージ、LSD愛好、レイヴの時に観客が興奮して踊りながら裸になる、等といったこともあり、バンドメンバーはレイヴ上演中に風紀紊乱、騒音等の理由で何度となく逮捕されている。

## グループ名について
正式名称は非常に長く、ファー・イースト・アシッド・ハウス・クワルテット、もしくはLSD解放同盟  である。通称はファー・イースト・アシッド・ハウス・クワルテット、若しくはファー・イースト等と呼ばれることが多い。CDブックレットなどには正式名称が載る場合もあるが、主は通称のファー・イースト・アシッド・ハウス・クワルテットに統一されている。
ロンドンでデビューした当時は、「LSD Liberation Front（LSD解放同盟）」というバンド名だったが、「LSD」という単語がバンド名の頭に入っているので、とくに保守的なイギリスの放送局では音楽を流してもらえない恐れがある、とプロデューサーに言われ、二番目のバンド名候補であった「ファー・イースト・アシッド・ハウス・クワルテット」と合体させたためである。
メンバーはこの「LSD」という単語について、当初は向精神薬のLSDの意味として使っていたが、のちにこれは「Living, Seeing and Dying」（生きること、見ること、そして死ぬこと）の略称でもあるとして、解釈を広げている（芙苑晶のインタビューによる）。
漢字では「極東幻覚的電子舞踏音楽四重奏団」とも表記される事もあるが、この漢字での表記は一種のロゴ・デザイン的なもので、バンド名ではない。

## ディスコグラフィー

### オリジナル・アルバム
- 「十億の神経の針（A Billion Nerve Needles）」（1988年）
- 「心臓二金属ノ花咲ク（Metal Flowers Bloom On My Heart）」（1991年）
- 「無法的熱狂祭（Illegal Rave）」（1993年）
- 「肺魚の夢（Lung Fish Dreams）」（1995年）
- 「太陽黒点（Sunspot）」（1997年）
- 「電気羽虫（Electric Locust）」（1998年）

### 楽曲収録アルバム
- 『恍惚的宇宙論 / トランス・レイヴ・コスモロジー (Trance-Rave Cosmology)』（2007年）（芙苑晶 with トランス・レイヴ・ドーターズ）
  - 「ファー・イースト」の楽曲が収録されたアルバムとしては、2008年10月現在、唯一現行品として入手可能な音源である。以下の2曲のトランス・リミックス（スペースDJリョウによる）が収録されている。
    - 『Ibiza Breakfast （イビザで朝食を）』
    - 『Kama Sutra Part 4 （カーマ・スートラ/愛の性典 パート4）』